# Vysjyvanka

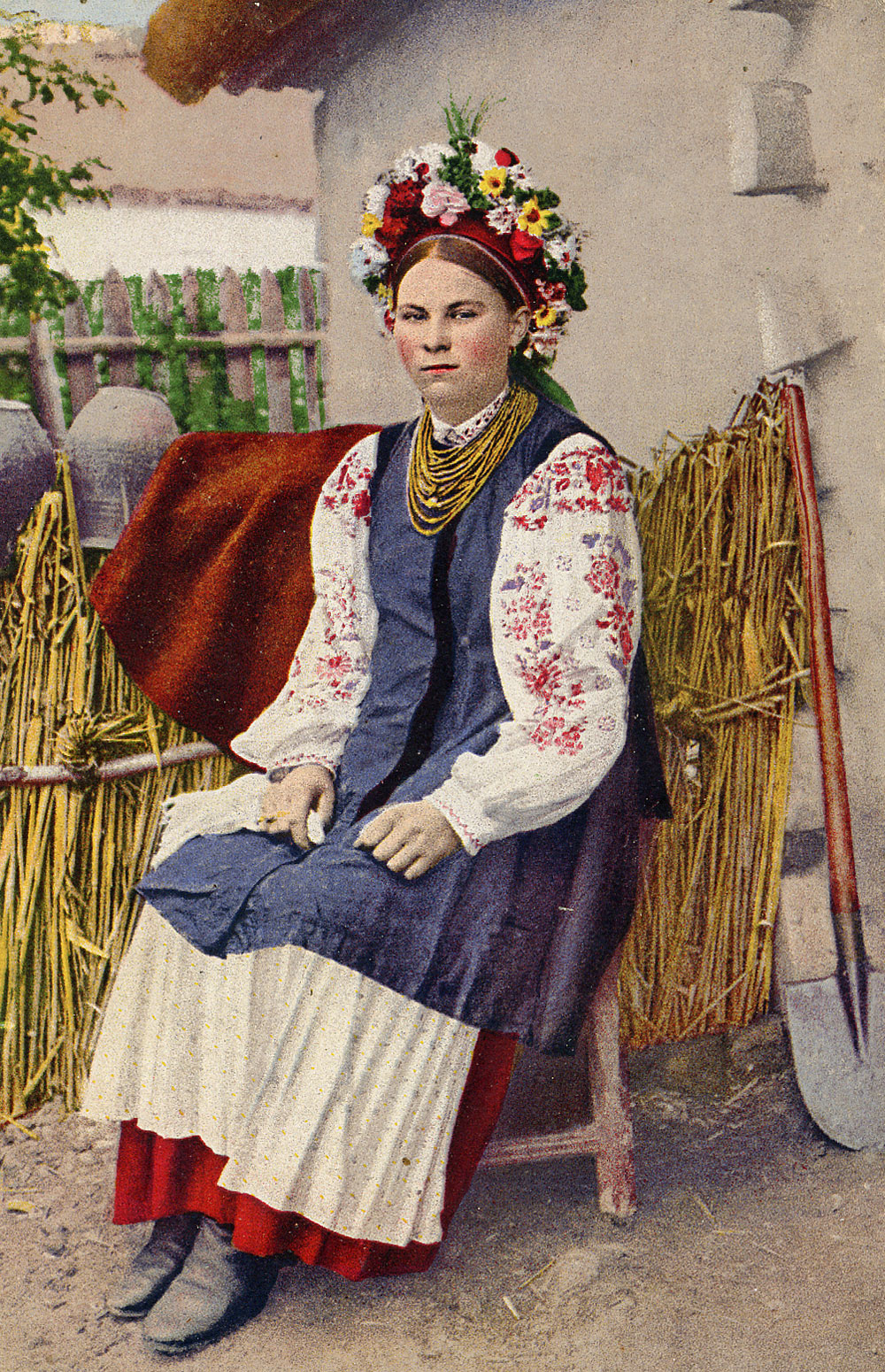
Vysjyvanka, ukrainsk folkdräkt. Bild från vykort, 1916.

Vysjyvanka (ukrainska: вишива́нка, belarusiska: вышыванка) är en ukrainsk och belarusisk folkdräkt. Namnet vysjyvanka kommer från verbet "att brodera" (ukrainska: вишивати, vyšyvati, belausiska: вышываць, vyšyvać).
De ukrainska broderierna har olika naturmotiv. Traditionellt finns det sex olika färgar som symboliserar olika saker:
| Färg  | Betydelse                  | Övrigt                                                                                   |
| ----- | -------------------------- | ---------------------------------------------------------------------------------------- |
| vit   | renhet, oskuld, helighet   |                                                                                          |
| svart | vishet, fruktbarhet        | svarta dekorationer läggs till vysjyvanka under bröllop för att önska äktenskaplig lycka |
| röd   | lycka, glädje, kärlek      |                                                                                          |
| blå   | manlighet                  | speciellt män i krig använder färgen                                                     |
| grön  | vår, ungdom                |                                                                                          |
| gul   | överflöd, glädje, välstånd |                                                                                          |

De exakta motiven och färgerna varierar regionalt. Till exempel i västra Ukraina finns det mestadels geometriska broderier medan naturmotiven dominerar i landets östra delar. Skillnaderna mellan olika regioner beror på olika geografi och fauna.
Sedan 2006 har den tredje torsdagen i maj varit Vysjyvankas dag i Ukraina.

## Bildgalleri

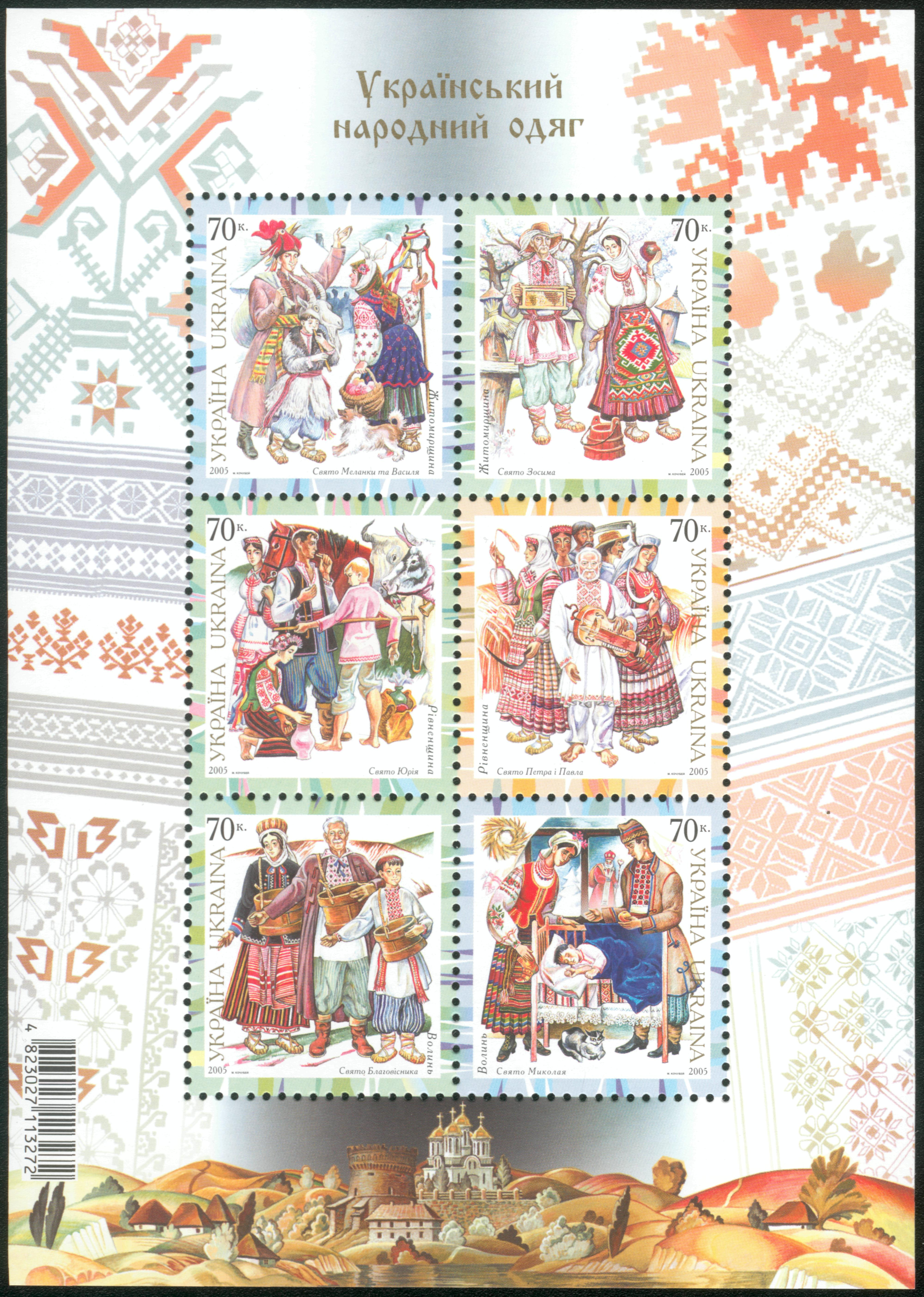
Vysjyvanka på 2005 års frimärke.
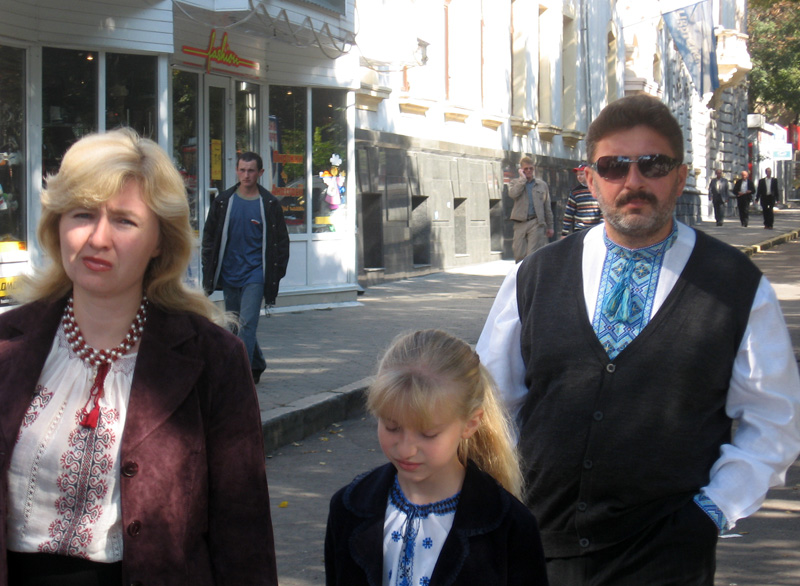
Förenklad nutida vysjyvanka.